# Dear Dictator
Dear Dictador (Querido dictador en Latinoamérica) es una película de comedia estadounidense, estrenada en 2018, sobre una adolescente que entabla amistad con un dictador caribeño, que tras ser derrocado busca refugio en la casa de la joven. Protagonizada por Michael Caine, Katie Holmes, Odeya Rush, Seth Green, y Jason Biggs, fue escrita y dirigida por Lisa Addario y Joe Syracuse.

## Argumento
Tatiana Mills (Odeya Rush) es una adolescente rebelde que vive con su promiscua madre Darlene (Katie Holmes), quien es la amante de su jefe, el Dr. Charles (Seth Green). Un día su profesor (Jason Biggs) le encarga a la clase enviar una carta a un personaje que admiren, ante lo cual ella decide escribir a Anton Vincent (Michael Caine), un dictador marxista del Caribe. Ambos se transforman en amigos por correspondencia, hasta que los ciudadanos de la isla de Vincent lo derrocan.
Vincent escapa a los Estados Unidos, donde ubica a Tatiana, quien le ofrece refugio en el garaje de su casa. Allí establece una relación paterna con Tatiana y Darlene. Mientras aprende a utilizar la "red informática mundial", Anton se vale de sus años de experiencia dictatorial para instruir a Tatiana sobre como deshacerse de sus compañeras abusonas y así convertirse en la más popular del instituto.

## Reparto
- Michael Caine - Dictador Anton Vincent
- Odeya Rush - Tatiana Mills
- Katie Holmes - Darlene Mills
- Jason Biggs - Sr. Spines
- Seth Green - Dr. Charles
- Jackson Beard - Denny
- Adrian Voo - vecino
- Fish Myrr - Sarvia

## Recepción
Las críticas se mostraron negativas con el guion, aunque alabaron la actuación de Michael Caine y de Odeya Rush, y la interacción de sus personajes. El sitio web Rotten Tomatoes dio una puntuación del 16% en un total de 25 críticas. Entre la comunidad hubo cierto consenso sobre la incapacidad de la película para aprovechar su premisa, ni la variedad de talentosos actores de gran trayectoria en el elenco.
En Metacritic, la película obtuvo un 44% de nota en un total de 8 críticas que resultaron en reseñas mixtas o promedio. Roger Moore de Movie Nation calificó a Dear Dictator con 50/100, señalando que «si los realizadores fueran tan atrevidos al escribir el guion como al pedirle a Michael Caine que coprotagonizara el guion, habrían tenido algo».